# Helpless When She Smiles
«Helpless When She Smiles» es el segundo sencillo del sexto álbum de estudio de los Backstreet Boys, Unbreakable, que fue lanzado el 30 de octubre de 2007. El sencillo, producido por John Shanks, fue lanzado el 7 de enero de 2008. Esta canción fue filtrada en Internet en mayo de 2007 junto con "Happily Never After" que no estuvo en el álbum.
"Helpless When She Smiles" fue presentada en el álbum Outragas por el cantante holandés Bastiaan Ragas en 2005.

## Vídeo musical
El vídeo para "Helpless When She Smiles" fue filmado el 13 de noviembre de 2007, en el parque nacional Joshua Tree, en California. Fue dirigido por Bernard Gourley. El vídeo se estrenó el 12 de diciembre en Yahoo! Music. El vídeo fue filmado en color, pero luego fue hecho en blanco y negro, representando a los chicos parados en un campo de maíz. Presenta tomas desde un helicóptero, y es sólo uno de dos vídeos en hacerlo, el otro es "More Than That". El vídeo llegó al número uno en Top 10 Countdown en Much Music.

## Lista de canciones
UK CD1
1. "Helpless When She Smiles" (Álbum Versión) - 4:04
2. "Helpless When She Smiles" (Radio Mix) - 4:04

UK CD2
1. "Helpless When She Smiles" (Álbum Versión) - 4:04
2. "Helpless When She Smiles" (Radio Mix) - 4:04
3. "There's Us" - 4:10
4. "Nowhere To Go" - 2:48
5. "Satellite" - 3:28

Descarga Digital
1. "Helpless When She Smiles" (Radio Mix) - 4:04
2. "Helpless When She Smiles" (Rock Remix) - 6:02
3. "Helpless When She Smiles" (Jason Nevins Dub Remix) - 7:09
4. "Helpless When She Smiles" (Jason Nevins Radio Mix) - 4:24
5. "Helpless When She Smiles" (Jason Nevins Extended Remix) - 7:38
6. "Helpless When She Smiles" (Jason Nevins Underground Club Remix) - 7:23

## Listas
En Estados Unidos, "Helpless When She Smiles" llegó al número 52 en Adult Contemporary. El sencillo falló en enlistarse en Billboard Hot 100.
| Listas (2008)                     | Posiciones |
| --------------------------------- | ---------- |
| Dutch Singles Chart               | 83         |
| German Singles Chart              | 34         |
| Indian Singles Chart              | 48         |
| Italian FIMI Singles Chart        | 4          |
| New Zealand Singles Chart         | 34         |
| Romania Singles Chart             | 70         |
| Russia Singles Chart              | 22         |
| U.S. Billboard Adult Contemporary | 52         |